# Release Therapy
Release Therapy è il quinto studio album del rapper statunitense Ludacris, pubblicato il 26 settembre 2006, vincitore del premio Best Rap Album ai Grammy Awards del 2007. 
Il rapper ha rivelato di aver tagliato le sue treccine per differenziare questo album dagli altri 4, come ha fatto Busta Rhymes per The Big Bang.

## Concepimento
Diversamente dagli altri album, Release Therapy ha un approccio sulla musica più serio e maturo, è diviso in due parti differenti:
- Release Side, con pezzi che usano tematiche più serie e riflessive come War With God, Slap e Tell It Like It Is.
- Therapy Side, con pezzi che vogliono far star bene e molto più in stile Ludacris come Money Maker e Woozy.

## Singoli
Il primo singolo, Money Maker, prodotto da Pharrell, il quale partecipa alla canzone, diventa un successo, arrivando alla prima posizione della classifica americana e vincendo un Grammy come Best Rap Song nel 2007.
Gli altri singoli sono Grew Up A Screw Up, Runaway Love e Slap.
Runaway Love, in collaborazione con Mary J. Blige, è diventata un altro successo in America, arrivando alla seconda posizione in classifica, vendendo un milione di copie e vincendo un BET Award come "Miglior Collaborazione del 2007".

## Charts
L'album ha debuttato al #1 della Billboard 200 con 309 800 copie nella prima settimana. È il terzo album di Ludacris ad arrivare alla prima posizione in classifica. Complessivamente l'album ha venduto 2 milioni di copie.
| Chart                       | posizione raggiunta |
| --------------------------- | ------------------- |
| U.S. Billboard 200          | 1                   |
| U.S. Top R&B/Hip-Hop Albums | 1                   |
| U.S. Top Rap Albums         | 1                   |

## Tracce
| #  | Titolo                  | Collaborazioni                  | Produttore(i)  | Durata | Side    | Genere                                           |
| -- | ----------------------- | ------------------------------- | -------------- | ------ | ------- | ------------------------------------------------ |
| 1  | "Warning (Intro)"       |                                 | Vudu           | 2:30   | Release | hard rap/talkview/hip hop                        |
| 2  | "Grew Up a Screw Up"    | Young Jeezy                     | DJ Nasty & LVM | 3:59   | Release | hard rap/hip hop                                 |
| 3  | "Money Maker"           | Pharrell                        | Pharrell       | 3:54   | Therapy | rap/electrohop                                   |
| 4  | "Girls Gone Wild"       |                                 | The Neptunes   | 3:36   | Therapy | dirty rap/electrohop                             |
| 5  | "Ultimate Satisfaction" | Field Mob                       | Rich Skillz    | 4:20   | Release | rap/hip hop                                      |
| 6  | "Mouths to Feed"        |                                 | DJ Toomp       | 4:18   | Release | rap/hip hop                                      |
| 7  | "End of the Night"      | Bobby Valentino                 | Happy Perez    | 4:37   | Therapy | R&B/rap/hip hop                                  |
| 8  | "Woozy"                 | R. Kelly                        | Ken Jo         | 5:18   | Therapy | R&B/rap/hip hop                                  |
| 9  | "Tell It Like It Is"    |                                 | Omen           | 3:56   | Release | rap/hip hop                                      |
| 10 | "War With God"          |                                 | Dre & Vidal    | 4:30   | Release | rap/christian hip hop                            |
| 11 | "Do Your Time"          | Beanie Sigel, Pimp C & C-Murder | The Trak Starz | 5:15   | Therapy | rap/electrohop                                   |
| 12 | "Slap"                  |                                 | The Runners    | 4:40   | Release | rap/electrohop                                   |
| 13 | "Runaway Love"          | Mary J. Blige                   | Polow da Don   | 4:40   | Therapy | R&B/rap/dirty R&B hop                            |
| 14 | "Freedom of Preach"     | Bishop Eddie Lee Long           | Mr. Jonz       | 7:07   | Therapy | christian rap/christian hip hop/christian speech |